# كاتم صوت (سيارة)

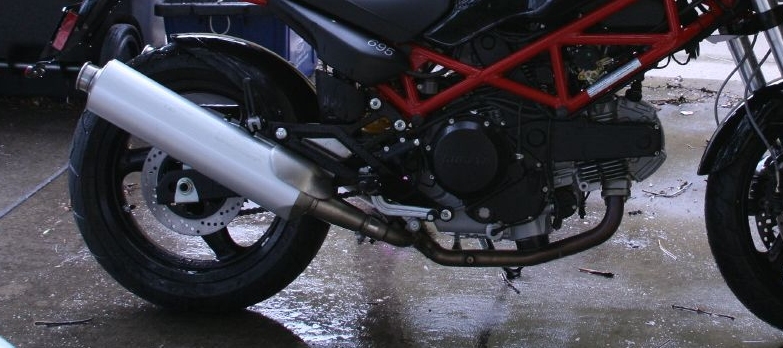
كاتم صوت (الجزء الفضي) متصل بانبوب العادم في دراجة دوكاتي 695

كاتم الصوت (بالإنجليزية: الأمريكية muffler)‏ (بالإنجليزية: البريطانية silencer)‏ هو جهاز لتقليل الضجة الناتجة عن العادم في المركبة التي تحوي على محرك احتراق داخلي.

## تاريخها
منحت براءة اختراع كاتم الصوت في السيارة لميلتون أو.ريفيز ومارشال تي.ريفيز بولاية كولومبوس (إنديانا) لشركة ريفيز بولي "Reeves Pulley" في 11 مايو 1897. صرح مكتب الولايات المتحدة لبراءات الإختراع والعلامات التجارية بأنهم "قد إخترعوا حقيقة تحسيناً جديدا ومفيدا للعادم في المحركات.

## الوصف
تثبت الكواتم في نظام العادم في محركات الاحتراق الداخلي، على الرغم من انه لم يصمم لتأدية أية وظيفة أساسية للعادم.
تم تصميم الكاتم كجهاز عازل للصوت للحد من ضوضاء ضغط الصوت الناتجة من المحرك، حيث ينبثق غالبية الضغط الصوتي الناتج من المحرك من المركبة التي يتم فيها استخدام نفس الانابيب المستخدمة في غاز العادم والممتصة بواسطة ممرات متسلسلة وغرف مصطفة مع عوازل من الالياف الزجاجية المتنقلة أو/و غرف للصدى تُنَغّم بتناسق لتسبب تداخل موجات فتلغي كل من الموجات المتعاكسة عمل الأخرى. من الأثار الجانبية التي لا بد منها عند استخدام كاتم الصوت هي زيادة الضغط الخلفي مما يقلل كفائة المحرك. سبب هذا هو إن عادم المحرك يشترك بنفس مسار الخروج المعقد الذي يشكل داخل الكاتم مع ضغط الصوت والذي صُمِمَّ الكاتم لغرض تخفيفه.
يلجأ بعض اصحاب المركبات لأزالة الكاتم لغرض زيادة انتاجية طاقة المحرك أو تقليل استهلاك الوقود، كذلك يفعل أصحاب الرياضات الخاصة بالسيارات أو لغرض جمالي في السيارة.

## مفاضلة بين زيادة القدرة والحد من الضوضاء
عندما يكون هناك انسداد في تدفق غازات العادم من المحرك إلى الغلاف الجوي بأي درجة، ينشأ الضغط الخلفي وبالتالي يتم تقليل القدرة. تسعى كواتم الصوت ذات الأداء العالي وأنظمة العادم لتقليل الضغط الخلفي من خلال توظيف العديد من التقنيات والأساليب لتخفيف الصوت.
بالنسبة لغالبية الأنظمة فإن القاعدة العامة هي «مزيد من القدرة، مزيد من الضجيج» ، أما بعض النظريات الأخرى:
- ناقلات كاتم الصوت-لشاحنات الديزل الكبيرة، حيث تستخدم الكثير من المخاريط المتحدة المركز. وذلك باستخدام حواجز زاوية لإحداث نبضات في العادم تلغي بعضها بعضاً.
- كاتم الصوت على شكل دوامة-وتستخدم في السيارت العادية.حيث يستخدم نظام مربك على شكل دوامة.[5]
- كاتم الصوت الأيروتوربيني-يخلق فراغات جزئية في أوقات متباعدة لخلق الضغط الخلفي السلبي، وعلى نحو فعال ل«امتصاص» العادم من أسطوانات الاحتراق.[6]